# Susan Ward
Susan Ward (Monroe, 15 aprile 1976) è un'attrice e modella statunitense.

## Carriera
Ward ha cominciato la sua carriera da modella all'età di 13 anni, lasciando la scuola e trasferendosi a New York per farlo, decidendo che quello sarebbe stato il suo lavoro negli anni successivi. Nel 1995 appare nella soap opera della ABC La valle dei pini; in seguito interpreta il ruolo di Bree nella serie televisiva della NBC del 1996 da dieci episodi I ragazzi di Malibu.
Alla fine del 1996 Ward ottiene un ruolo nella soap opera di Aaron Spelling Sunset Beach, dove interpreta Meg Evans. Susan rimase nel cast della soap fino al Dicembre 1999, ovvero quando finì la serie. In seguito iniziò una carriera cinematografica, interpretando la psicopatica Brittany Foster nel thriller erotico The In Crowd. Il film è stato un flop al cinema, mentre guadagnò maggiormente nelle vendite in Home video. L'anno successivo Ward svolge il ruolo di Jill nel film Amore a prima svista. Ha anche recitato in numerosi altri film direct-to-DVD, oltre ad essere apparsa in numerosi show televisivi, più in particolare Friends.
Poi prende parti ad altre serie tv come Make It or Break It - Giovani campionesse, o ad altri film, come Sex Crimes 2 - Pronte a tutto (2004), Jack Hunter.

## Vita privata
Ward è nata a Monroe, Louisiana. Ha frequentato una scuola privata cristiana (la Monroe Christian School), così come la Ouachita Parish High School, a Monroe, LA. Ha frequentato brevemente la Northeast Louisiana University (ora University of Louisiana at Monroe).
Ward è sposata con David C. Robinson, il vice-presidente della Morgan Creek Productions, la casa di produzione cinematografica che ha prodotto "Hey - You're Supposed to be Over There........". Si sono conosciuti quando lui la fece entrare nel mondo del cinema nel 1999; si sposarono il 4 giugno 2005. Il Dr. Wayne Keltner, un amico della sposa, celebrò le nozze. Insieme hanno dato vita a un figlio, Spanky, il 14 luglio 2013. Inoltre Susan ha un fratello, Michael Ward.

## Filmografia

### Film
| Anno | Titolo                        | Ruolo                    | Note            |
| ---- | ----------------------------- | ------------------------ | --------------- |
| 1997 | Poison Ivy: The New Seduction | Sandy                    |                 |
| 2000 | The In Crowd                  | Brittany                 |                 |
| 2001 | Going Greek                   | Wendy                    |                 |
| 2001 | Amore a prima svista          | Jill                     |                 |
| 2002 | Would I Lie to You?           | Olivia                   | Direct-to-video |
| 2004 | Sex Crimes 2 - Pronte a tutto | Brittney Havers          | Direct-to-video |
| 2005 | Cruel World                   | Ashley                   |                 |
| 2005 | Rischio a due                 | Donna nell'auto sportiva |                 |
| 2005 | Just Friends (Solo amici)     | Hooker                   |                 |
| 2007 | Who's Your Caddy?             | Signora Cummings         |                 |
| 2008 | Toxic                         | Michelle                 |                 |
| 2010 | Order of Chaos                | Tara                     |                 |
| 2010 | Costa Rican Summer            | Zia Carla                |                 |

### Televisione
| Anno    | Titolo                           | Ruolo            | Note                                            |
| ------- | -------------------------------- | ---------------- | ----------------------------------------------- |
| 1995    | All My Children                  | Camille          | Ruolo ricorrente                                |
| 1996    | Malibu Shores                    | Bree             | Apparizioni regolari, 10 episodi                |
| 1996    | Hercules: The Legendary Journeys | Psyche           | Episodio: "The Green-Eyed Monster"              |
| 1997    | Xena: Warrior Princess           | Psyche           | Episodio: "A Comedy of Eros"                    |
| 1997–99 | Sunset Beach                     | Meg Cummings     | Apparizioni regolari, 640 episodi               |
| 2001    | Men, Women & Dogs                | Sandra           | Episodii: "A Fetching New Lawyer"               |
| 2002    | Friends                          | Hayley           | Episodio: "The One with the Sharks"             |
| 2002    | Boomtown                         | Layla French     | Episodio: "Blackout"                            |
| 2004    | CSI: Miami                       | Ginger Wadley    | Episodio: "Hell Night"                          |
| 2005    | Play Dates                       | Nicole           | Episodio pilota                                 |
| 2005    | CSI: Crime Scene Investigation   | Tanya Rollins    | Episodio: "King Baby"                           |
| 2005–06 | Just Legal                       | Kate Manat       | Apparizioni regolari, 7 episodi                 |
| 2006    | Hollis & Rae                     | Juliette         | Episodio pilota                                 |
| 2006    | Detective Monk                   | Michelle Cullman | Episodio: "Mr. Monk and the Actor"              |
| 2006    | Dead and Deader                  | Holly            | Syfy Film TV                                    |
| 2007    | Women's Murder Club              | Parris Donovan   | Episodio: "Play Through the Pain"               |
| 2008    | Jack Hunter                      | Liz              | Miniserie TV                                    |
| 2009    | Criminal Minds                   | Julie Riley      | Episodio: "Conflicted"                          |
| 2009–11 | Make It or Break It              | Chloe Kmetko     | Apparizioni regolari (stagioni 1–2), 39 episodi |
| 2012    | Major Crimes                     | Annette Raber    | Episodio: "Before and After"                    |

## Doppiatrici italiane
Nelle versioni in italiano delle opere in cui ha recitato, Susan Ward è stata doppiata da:
- Barbara De Bortoli in Hercules, CSI - Scena del crimine
- Roberta Pellini in Amore a prima svista
- Ilaria Stagni in Boomtown
- Eleonora De Angelis in Sex Crime 2 - Pronte a tutto
- Valeria Vidali in Jack Hunter
- Daniela Calò in Criminal Minds
- Francesca Manicone in Major Crimes